# Nathan Homer Knorr
Nathan Homer Knorr, (23 de abril de 1905 - 8 de junio de 1977) fue presidente de la Watchtower Bible and Tract Society of Pennsylvania, entidad legal usada por los testigos de Jehová, y miembro del Cuerpo gobernante de los testigos de Jehová.

## Biografía
Nació en Bethlehem, Pensilvania, Estados Unidos, el 23 de abril de 1905. A los 16 años comenzó a asociarse con la congregación de los Estudiantes de la Biblia de Allentown. En 1922 asistió a la asamblea de Cedar Point (Ohio), donde tomó la decisión de abandonar la Iglesia Reformada. El 4 de julio de 1923, Knorr fue bautizado en el río Little Lehigh (en la zona este de Pensilvania) cuando tenía 18 años, después de escuchar una charla bautismal de Frederick William Franz. 
El 6 de septiembre de 1923, Knorr fue aceptado como miembro de la familia del Betel de Brooklyn. Trabajó en el Departamento de Envíos. Cuando murió el administrador de la fábrica, Robert J. Martin, el 23 de septiembre de 1932, fue asignado a desempeñar la labor de aquel. El 11 de enero de 1934 fue elegido para estar entre los directores de la Peoples Pulpit Association (ahora Watchtower Bible and Tract Society of New York, Inc.), y al año siguiente llegó a ser vicepresidente. El 10 de junio de 1940 fue elegido vicepresidente de la Watch Tower Bible and Tract Society of Pennsylvania (corporación de Pensilvania). Se le eligió presidente de ambas sociedades y de la corporación británica, International Bible Students Association (Asociación Internacional de Estudiantes de la Biblia), en enero de 1942.
Con Nathan Knorr se inició un programa de capacitación para los Testigos de Jehová. En 1943 se inauguró la Escuela de Galaad, donde se forman misioneros que son enviados por toda la tierra. Knorr reconocía que se necesitaba una buena organización en las sucursales para mantenerse al paso con el progreso en la obra de predicar. Empleó a fondo sus aptitudes naturales de organizador para aumentar la cantidad de sucursales de la Sociedad por todo el mundo. En 1942, cuando fue elegido presidente, había veinticinco sucursales. Para 1946 había sucursales en 57 países, a pesar de las proscripciones y las dificultades causadas por la Segunda Guerra Mundial. En los siguientes treinta años, hasta 1976, el número de ellas ascendió a 97. 
El 9 de marzo de 1959, empezó la primera clase de una nueva escuela, la Escuela del Ministerio del Reino, en South Lansing (Nueva York), donde había comenzado la Escuela de Galaad. De allí pronto se extendió a todo el mundo, pues la nueva escuela se utilizó para preparar a los superintendentes de las congregaciones.
Uno de los últimos cambios de organización en los que participó antes de morir fue el de aumentar la cantidad de miembros del Cuerpo Gobernante, que funciona en las oficinas centrales, en Brooklyn. En 1976, las responsabilidades administrativas se dividieron y se asignaron a diferentes comités de miembros del Cuerpo Gobernante. 
En 1976, Knorr, que entonces tenía 71 años y más de 30 como presidente de la Sociedad Watch Tower, notó que tendía a tropezar con los objetos que le rodeaban. Exámenes posteriores revelaron que tenía un tumor cerebral inoperable. Durante varios meses luchó por seguir llevando su carga de trabajo, pero su condición física no le favorecía. En el libro proclamadores, del cual se sacan las fuentes de este artículo, dice que "terminó su carrera terrestre" expresión religiosa que usan los testigos de Jehová para dar a entender que un "cristiano ungido" murió y fue resucitado en los cielos, terminando lo que Jehová le había mandado hacer, o terminando su carrera espiritual. Su salud  empeoró, falleciendo el 8 de junio de 1977.